# IC 348
IC 348 је расијано звјездано јато у сазвјежђу Персеј које се налази на листи објеката дубоког неба у Индекс каталогу.
Деклинација објекта је + 32° 9' 47" а ректасцензија 3h 44m 34,1s. Привидна величина (магнитуда) објекта IC 348 износи 7,3. IC 348 је још познат и под ознакама IC 1985, OCL 409, LBN 758, CED 20.